# Ophioseides cardiocephalus
Ophioseides cardiocephalus is een eenoogkreeftjessoort uit de familie van de Notodelphyidae. De wetenschappelijke naam van de soort is voor het eerst geldig gepubliceerd in 1864 door Hesse.